# Leptopus pachyphyllus
Leptopus pachyphyllus là một loài thực vật có hoa trong họ Diệp hạ châu. Loài này được X.X.Chen mô tả khoa học đầu tiên năm 1988.